# モラクセラ・カビアエ
モラクセラ・カビアエ（Moraxella caviae）はプロテオバクテリア門ガンマプロテオバクテリア綱シュードモナス目モラクセラ科モラクセラ属の種の一つであり、モルモットの咽頭と口腔から分離されたグラム陰性細菌である。